# Florida Inc.
Florida Inc. ist das gemeinsame Musikprojekt des niederländischen DJs Andre Hol und des US-Amerikaners Mike Hunt.
Einen ersten Erfolg landete das Projekt 2004 mit einer Eurodance-Coverversion des Hits F**k It (I Don’t Want You Back) des US-amerikanischen R&B-Sängers Eamon.
Im selben Jahr entstand die Single I Need Your Lovin′, die den Hit Everybody′s Got To Learn Sometime der Band Korgis aus dem Jahr 1980 sampelt. Der Track wurde insbesondere in der Clubszene von Ibiza ein Hit, konnte aber nicht an den Erfolg der Vorgängersingle anknüpfen.
Eine weitere Coverversion eines R&B-Hits produzierten Florida Inc. 2005. Mit Let Me Love You, im Original ein internationaler Nummer-eins-Hit von Mario, erreichte das Duo im Sommer 2005 wieder die Charts.